# Filip Višnjić
Filip Višnjić, cyr. Филип Вишњић (ur. 1767 w Gornjej Trnovie, zm. 1834 w Grku) – bośniacki Serb grający na gęślach. Był autorem trzynastu poematów epickich opisujących I powstanie serbskie przeciw Imperium Osmańskiemu (1804–1813) oraz czterech reinterpretowanych eposów poświęconych różnym okresom historii serbskiej. Uważany jest za jednego z głównych twórców serbskiej epiki ludowej.

## Życiorys
Urodził się w 1767 roku we wsi Gornja Trnova koło Ugljevika w północno-wschodniej części Bośni i Hercegowiny, należącej wówczas do Imperium Osmańskiego. Jego rodzicami byli Đorđe i Marija Vilić. Nazwisko, którego później używał, pochodziło od przezwiska matki – Višnja (z serb. „wiśnia”). Gdy był małym dzieckiem zmarł jego ojciec, a w wieku ośmiu lub dziewięciu lat stracił wzrok po zarażeniu ospą. Jego matka wyszła ponownie za mąż i rodzina przeprowadziła się do wsi Međaši położonej w Semberii. Kiedy miał 20 lat, Turcy wymordowali jego rodzinę i spalili wioskę. Zaczął w tym czasie grać na gęślach oraz recytować poezję epicką.
Latami przemierzał Bałkany jako włóczęga, utrzymując się z grania i żebrania, docierając aż do Szkodry. Jego umiejętności zjednały mu wiele wpływowych osobistości, w tym Iva Kneževicia, szlachcica z Semberii. Około 1798 roku Višnjić poślubił Nastę Ćuković, pochodzącą z zamożnej rodziny. Mieli sześcioro dzieci, z których niektóre zmarły w dzieciństwie. W 1809 roku opuścili wschodnią Bośnię i wyruszyli do Serbii, w której od 1804 roku trwała rewolucja serbska wymierzona przeciw Turkom. Osiedlili się najpierw w Ložnicy, potem w Badovinci, a wreszcie w Salašu Noćajskim. Następnie poeta podróżował wzdłuż Driny, grając na gęślach i recytując w celu podniesienia morale powstańców. Jego występy zrobiły wrażenie także na przywódcach, w tym na Jerzym Czarnym. Po upadku powstania w 1813 roku zostali zmuszeni do przesiedlenia się do kontrolowanej przez Austriaków Syrmii, na północ od rzeki Sawy. W 1815 roku osiedlili się w miejscowości Grk.
W Grku Višnjić poznał językoznawcę i badacza folkloru Vuka Karadžicia, który zaczął dokumentować jego poezję, wydaną później w tomie Narodna srpska pjesnarica („Pieśni ludu serbskiego”). Utwory te przyniosły mu uznanie, także za granicą. Višnjić mieszkał z rodziną w Grku aż do śmierci w 1834 roku, a wieś zmieniła później nazwę na Višnjićevo w celu jego upamiętnienia.

## Twórczość

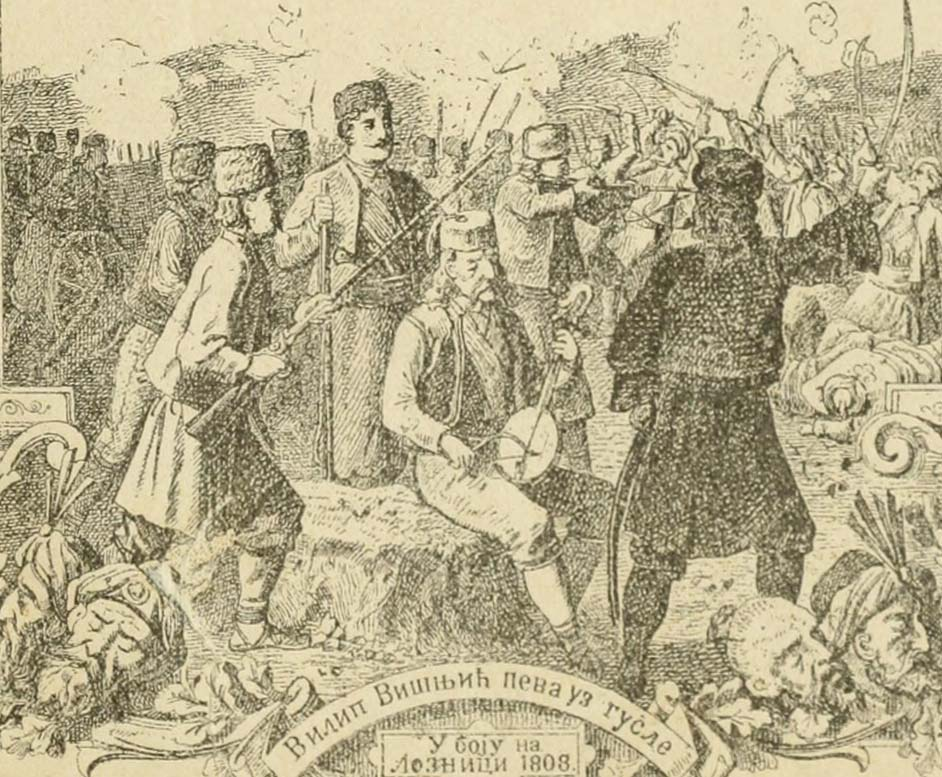
Ilustracja z 1903 roku przedstawiająca gęślarza podczas bitwy pod Loznicą w 1810 roku

Jego twórczość to cztery reinterpretowane eposy i trzynaście oryginalnych poematów, które powstawały podczas I powstania serbskiego (1804-1813). Ich głównym tematem jest walka z Imperium Osmańskim. Akcja dziesięciu z trzynastu poematów autorstwa Višnjicia ma miejsce w regionie Podrinje, który rozciąga się wzdłuż Driny. W sumie jego dorobek składa się z 5001 linii wierszy.
Poniższa lista zawiera wiersze, których autorstwo Šašić przypisał wyłącznie Višnjiciowi:
1. Početak bune protiv dahija
2. Boj na Čokešini
3. Boj na Salašu
4. Boj na Mišaru
5. Boj na Loznici
6. Uzimanje Užica
7. Knez Ivo Knežević
8. Luka Lazarević i Pejzo
9. Miloš Stojićević i Meho Orugdžić
10. Hvala Čupićeva
11. Stanić Stanojlo
12. Bjelić Ignjatije
13. Lazar Mutap i Arapin

W dorobku poety szczególne miejsce zajmuje Početak bune protiv dahija. Odnosi się do genezy pierwszego powstania serbskiego i jego początków, kiedy Serbowie odnosili zwycięstwa.
Višnjić był jednym z niewielu serbskich poetów ludowych z XVIII i początku XIX wieku, których wiersze nie były rozpowszechniane anonimowo. Utwory wielu innych, przekazywane ustnie, nie zachowały się.